# Billboard Music Award
Els Billboard Music Awards són uns premis lliurats anualment per Billboard, una revista nord-americana dedicada a la indústria musical. Aquests premis se celebren cada any des de 1990, primer el mes de desembre, fins al 2006, any en el qual es va suspendre el lliurament fins al seu retorn en 2011, a partir de la qual se celebra el mes de maig.
A diferència d'altres guardons, com els American Music Awards, que determinen les seves nominacions d'acord a la major quantitat de vots rebuts, i els Grammys que es determinen per excel·lència musical avaluada per l'acadèmia de l'enregistrament, els finalistes dels Billboard Music Awards se seleccionen pel seu rendiment comercial als Estats Units d'acord a les dades registrades pel sistema Nielsen SoundScan a cap d'any.